# Грид (Брашов)
Грид (рум. Grid) насеље је у Румунији у округу Брашов у општини Парау. Oпштина се налази на надморској висини од 460 m.

## Становништво
Према подацима из 2002. године у насељу је живело 369 становника, од којих су сви румунске националности.